# San Martín de Valdeiglesias
San Martín de Valdeiglesias è un comune spagnolo di 6 256 abitanti situato nella comunità autonoma di Madrid.